# くちぱっち
くちぱっち（ラテン文字表記：Kuchipatch、Kuchipatchi）とはバンダイの液晶ゲーム「たまごっち」およびその派生作品に登場する架空のキャラクター。初代たまごっちから登場している。『たまごっち!』などのアニメ作品での声優は矢口アサミ。
1期では「くち属」、2期では「くち族」。
最新作『たまごっちパラダイス』では『パープルスカイ』に登場。　

## 性格
- のんびりやで温厚な性格。
- 何をやるにもワンテンポずれている。
- 空想好きなロマンチストで、気がつくと口が開いている。
- 語尾に「〜だっち」を付けて話す。
- いつもお腹を空かせている。
- マイペースとみんなに呼ばれる。
- 1期の有料の公式資料『キャラクタープロフィール②』では、「鳥と言われると怒る、好物は小松菜とオムライス」という設定が明かされている。
- 1期の『たまごっちボン』によると、くちぱっちの好みのご飯はチキンライスであり、実機ではくちぱっちのご飯はチキンライスが出て来る。
- 1期の『たまごっちボン』では頭の良さはレベル4、大きさは150。
- 『たまごっちボン』以外にも他の公式資料や、コミカライズ版『だいすき』ではくちぱっちの姿のてんしっちも描かれている。

## 登場する主な作品

### アニメ・映画作品
- 『TVで発見!! たまごっち』
- 『たまごっちホントのはなし』
- 『たまごっち!』（3期、メインキャラ）

### コミカライズ・公式ムック
- 『たまごっちボン』
- 『どこどこたまごっち』
- 『だいすき たまごっち』（りっち）
- 『みんなでたまごっち』（あべさより）※まめっちが主人公
- 『まんがで発見たまごっち 爆笑4コマ劇場』（後藤英貴）※くちぱっちが主人公
- 『まるごとまんがでたまごっち』（きむらひろき他）
- 『てんしっちのたまごっち』（かなしろにゃんこ）※てんしっちが主人公

### ゲーム
- 『ゲームで発見!! たまごっち無印』
- 『64で発見!! たまごっち みんなでたまごっちワールド』
- 『星で発見!! たまごっち（ゲスト）』
- 『セガサターンで発見!! たまごっちパーク』
- 『たまごっちタウン』

## 備考
- キリンビバレッジ「生茶」のCMでパンダっち（生茶パンダ）と共演した。
- ブログも開設している。
- ある条件を満たすと、のんびりっちになる（「エンたま」のみ）。
- イラストでは全身黄緑色。
- たまっちからしか変身出来ないまめっちやぎんじろっちと異なり、くちたまっちからも変身出来る。くちたまっちを丁寧に育てると、くちぱっちになる。
- 後藤英貴の漫画『まんがで発見たまごっち 爆笑4コマ劇場』ではたまごっち側の主人公であり（公式サイト参照[要出典]）、常に大ボケをかまして人間側の主人公の男の子を困らせる役割であった。
- りっちの『だいすき たまごっち』1巻では、たこっちが望遠鏡で水着ギャルのくちぱっち（他はみみっち、くりてん）を覗こうとしていたエピソードがある。
- テレビアニメ『たまごっち!』に登場するいしぱっちは、くちぱっちにそっくりな石像。
- 同じくテレビアニメ『たまごっち!』に登場するゆきぱっちは、北の国のメスのくちぱっち。
- 2013年より展開している「グリーンキャラプロジェクト」ではガチャピン、豆しばと共に参加している。
- 『たまごっちiD』以後、あるいはテレビアニメ『たまごっち!』で設定されている誕生日は5月18日[1][2]。

## 関連キャラクター
くちたまっち
元祖のこどもっち。顔や性格がくちぱっちにそっくりである。育ちの良い子のたまっちより、育ちの悪い子のくちたまっちの方がくちぱっちになりやすい。
スーパーくちぱっち
『サンタクロっちのたまごっち』に登場。マントをつけている。
オトトっち
1期の『海で発見』などに登場。さかなっちの育ちの良いこどもッシュ。直接的な関わりは無いが、顔や性格や体色がくちぱっちとそっくりである。
赤いくちぱっち
『祝ケータイかいツー!たまごっちプラス 赤いシリーズ』に登場。まっかっかタウンに住むくちぱっち。まっかっかタウンに新しい植物を誕生させるという夢を持つ。
やんぐくちぱっち
『超じんせーエンジョイたまごっちプラス』に登場。くちぱっちにあこがれている。
やったっち
『超じんせーエンジョイたまごっちプラス』に登場。いつもはしゃいでいる。
ウラくちぱっち
『ウラじんせーエンジョイたまごっちプラス』に登場。角が生えている。
よねぱっち
『いぇー!ふぁみりーイロイロ!たまごっちプラス』に登場。メスのくちぱっち。
ぱぱぱっち
くちぱっちにそっくりな父親。髪はカツラ。
ままぱっち
くちぱっちの母親。性格はのんびり。
ちびぱっち
くちぱっちの双子の弟の赤ちゃん。
温泉モグラっち
温泉源の穴を見つけると、シャベルで掘ってくれるモグラ。
もりかみっち
森の神。
くりおねぱっち
『たまごっちスマート』のたまスマカード、｢マリンチェンジ」で登場する、くちぱっちとクリオネを模したキャラクター。
と～め～ぱっち
たまスマカード「マジカルチェンジ」で登場する、くちぱっちと透明人間を模したキャラクター。
プリンなぱっち
たまスマカード「サンリオフレンズ」で登場する、くちぱっちとポムポムプリンを模したキャラクター。
シロモくちぱっち
たまスマカード「モルカーフレンズ」で登場する、くちぱっちとモルカーを模したキャラクター。
ゾロくちぱっち
たまスマカード「ONE PIECEフレンズ」で登場する、くちぱっちとロロノア・ゾロを模したキャラクター。
ぺがさすぱっち
『たまごっちユニ』の『エンジェルフェスティバル』に登場する、くちぱっちとペガサスを模したキャラクター。
すらいみ～ぱっち
『たまごっちユニ』の『モンスターカーニバル』に登場する、くちぱっちとスライムを模したキャラクター。
はしぞーっち
1期の『新種発見』などに登場。くち属。くちぱっちと直接的な関わりは無いが、ポジションは同じで『まんがで発見』ではそれをネタにされた。『たまごっちスマート』のアニバーサリーパーティーではおどうぐの演出として、ゲスト出演している。